# Lengua macarrónica

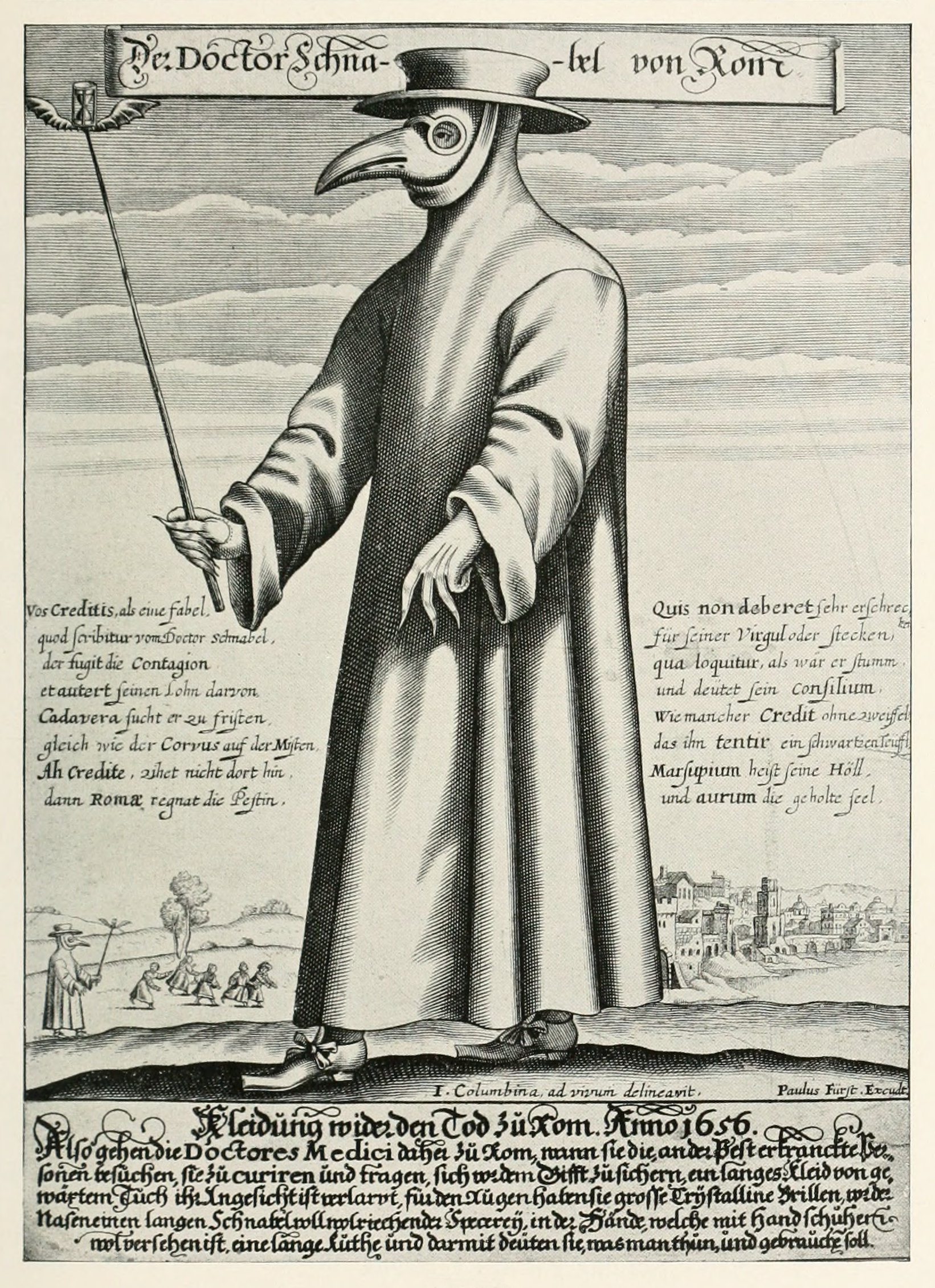
Grabado en cobre del Doctor Schnabel (un médico de la peste negra en la Roma del) con un poema macarrónico satírico (" Vos Creditis, als eine Fabel, / quod scribitur vom Doctor Schnabel ")

Lengua macarrónica o lenguaje macarrónico es cualquier expresión híbrida que utiliza una mezcla de idiomas de manera agramatical o sin sentido, particularmente juegos de palabras bilingües o situaciones en las que los idiomas se utilizan en el mismo contexto sin un sentido claro, en lugar de simples segmentos en diferentes idiomas. Las palabras híbridas son efectivamente "internamente macarrónicas". En el lenguaje hablado, el cambio de código implica utilizar más de un idioma o dialecto dentro de la misma conversación.
El DLE habla especialmente del latín macarrónico, una jerga confusa formada por palabras vernáculas con terminaciones latinas o por palabras latinas mezcladas con una lengua vernácula en un pastiche (compárese con el latín macarrónico o canino).
La palabra macarrónico proviene del neolatín macaronicus, que dio la voz italiana maccarone, o “empanadilla”, considerada un alimento rústico campesino y la palabra macaron en francés, una galleta doble de gusto exquisito. Generalmente es despectivo y se utiliza cuando la mezcla de idiomas tiene una intención o efecto humorístico o satírico, pero a veces se aplica a literatura de idiomas mixtos más seria.

## Historia

### Lenguas vernáculas en la Europa medieval
Los textos que mezclaban latín y lengua vernácula aparentemente surgieron en toda Europa a fines de la Edad Media, una época en la que el latín todavía era la lengua de trabajo de eruditos, clérigos y estudiantes universitarios, pero estaba perdiendo terreno frente a la lengua vernácula entre poetas, juglares y narradores.

Un ejemplo temprano data del año 1130, en el Evangeliario de la abadía de Munsterbilzen. La siguiente frase mezcla neerlandés antiguo o tardío y el latín:
Tesi samanunga was edele unde scona

et omnium virtutum pleniter plena
Traducido: Esta comunidad era noble y pura, y llena completamente de todas las virtudes.
El Carmina Burana (recopilado hacia 1230) contiene varios poemas que mezclan el latín con el alemán o el francés medieval. Otro ejemplo muy conocido es la primera estrofa del famoso carol o villancico In dulci jubilo, cuya versión original, escrita hacia 1328, tenía latín mezclado con alemán, con un toque de griego. Aunque algunas de esas primeras obras tenían una clara intención humorística, muchas utilizan la mezcla de idiomas para lograr diferentes efectos, incluidos los poéticos.
Otro ejemplo temprano se encuentra en los recitales en inglés medio The Towneley Plays (c.1460). En The Talents (obra 24), Poncio Pilato pronuncia un discurso rimado en una mezcla de inglés y latín.

Varios poemas políticos ingleses del siglo XIV alternaban versos en inglés (medio) y latín, como en MS Digby 196:
The taxe hath tened [ruined] vs alle,

   Probat hoc mors tot validorum

 The Kyng þerof had small

   fuit in manibus cupidorum.

 yt had ful hard hansell,

   dans causam fine dolorum;

 vengeaunce nedes most fall,

   propter peccata malorum

 (etc)
Varios himnos también contienen tanto latín como inglés. En el caso de 'Nolo mortem peccatoris' de Thomas Morley, se utiliza el latín como estribillo:
Nolo mortem peccatoris; Haec sunt verba Salvatoris.

Father I am thine only Son, sent down from heav’n mankind to save.

Father, all things fulfilled and done according to thy will, I have.

Father, my will now all is this: Nolo mortem peccatoris.

Father, behold my painful smart, taken for man on ev’ry side;

Ev'n from my birth to death most tart, no kind of pain I have denied,

but suffered all, and all for this: Nolo mortem peccatoris.
Traducido: “‘No deseo la muerte del impío’; estas son las palabras del Salvador”. Una alusión a Juan 3:17 y 2 Pedro 3:9.
El Lament for the Makaris ( Lamento por los Makaris ) del chauceriano escocés William Dunbar utiliza como estribillo de cada estrofa de cuatro líneas la frase del Oficio de los muertos " Timor mortis conturbat me " ["El miedo a la muerte me perturba"].

### Latín-italiano
Se cree que el término macarrónico se originó en Padua a finales del siglo XV, aparentemente de maccarona, una especie de pasta o bola de masa que comían los campesinos. Éste sería el presunto origen de los  macarrones. Su asociación con el género proviene de la obra titulada Macaronea, un poema cómico de Tifi Odassi en latín e italiano mixto, publicado en 1488 o 1489. Otro ejemplo del género es Tosontea de Corrado de Padua, que se publicó aproximadamente al mismo tiempo. Si bien este "latín macarrónico" ( macarónica verba ) podría deberse a la ignorancia o al descuido, también podría ser el resultado de que sus hablantes intentaban hacerse entender por el pueblo vulgo sin recurrir a su habla.
Un ejemplo importante e inusual de texto en lengua mixta es la Hypnerotomachia Poliphili de Francesco Colonna (1499), que fue escrito básicamente utilizando sintaxis y morfología italianas, pero utilizando un vocabulario inventado basado en raíces del latín, el griego y, ocasionalmente, otras lenguas. Sin embargo, aunque la Hypnerotomachia es contemporánea de la Macaronea de Tifi, su lenguaje mixto no se utiliza para el humor simple, sino más bien como un recurso estético para subrayar la naturaleza fantástica y refinada del libro.
La Macaronea de Tifi fue un éxito popular y la escritura de textos humorísticos en latín macarrónico se convirtió en una moda en los siglos XVI y XVII, particularmente en italiano, pero también en muchas otras lenguas europeas. Un ejemplo italiano importante fue Baldus de Teófilo Folengo, quien describió sus propios versos como "una mezcla burda, grosera y rústica de harina, queso y mantequilla".

### Otras letras en idiomas mixtos
Los versos macarrónicos son especialmente comunes en culturas con bilingüismo generalizado o contacto lingüístico, como Irlanda antes de mediados del siglo XIX. Las canciones tradicionales macarrónicas como Siúil A Rúin son bastante comunes en Irlanda. En Escocia, las canciones macarrónicas han sido populares entre los inmigrantes de las Tierras Altas en Glasgow, utilizando el inglés y el gaélico escocés como un recurso para expresar la naturaleza extraña del entorno anglófono. Un ejemplo: La música folclórica y popular de los Andes frecuentemente alterna entre el español y el idioma sudamericano de su región de origen.
Algunos poemas persas clásicos fueron escritos con versos o hemistiquios persas y árabes alternados, los más famosos fueron los escritos por Saadi  y Hafez de Shiraz. Estos poemas se llamaban molamma' ( ملمع, literalmente "moteado", plural molamma'āt ملمعات ),  Rumi residió en Anatolia y en algunos de sus poemas mezcló el persa con el árabe, así como con las lenguas locales turco y griego.
El verso macarrónico también era común en la India medieval, donde la influencia de los gobernantes musulmanes llevó a que se escribieran poemas alternando entre el hindi indígena y el idioma persa. Este estilo fue utilizado por el poeta Jursan Amir y jugó un papel importante en el surgimiento del idioma urdu o indostánico .

### Lenguaje macarrónico no intencionado
A veces el lenguaje es involuntariamente macarrónico. Una pieza del griego de patio de escuela particularmente famosa en Francia es la frase de Jenofonte : "No tomaron la ciudad; pero en realidad no tenían esperanzas de tomarla" ( οὐκ ἔλαβον πόλιν· άλλα γὰρ ἐλπὶς ἔφη κακά, ouk élabon pólin; álla gàr elpìs éphē kaká ). Leído al estilo francés, esto se convierte Où qu'est la bonne Pauline? A la gare. Elle pisse et fait caca.  '¿Dónde está Pauline la criada? En la estación [de tren]. Ella está orinando y cagando. ')

## Literatura macarrónica moderna

### Prosa
El texto macarrónico todavía es utilizado por autores italianos modernos, por ejemplo, Carlo Emilio Gadda y Beppe Fenoglio . Otro ejemplo es el héroe campesino de Baudolino. Mistero Buffo, de Darío Fo, que presenta sketches gramaticales que utilizan un lenguaje con elementos macarrónicos.
La novela de 2001 El último samurái de Helen DeWitt incluye fragmentos de japonés, griego clásico e inuktitut, aunque no se espera que el lector comprenda los pasajes que no están en inglés.
Los juegos macarrónicos son utilizados por el grupo literario Oulipo en forma de transformación homofónica interlingüística: reemplazando una frase conocida con homófonos de otra lengua. El ejemplo arquetípico es el de François Le Lionnais, quien transformó "Una cosa bella es una alegría para siempre" de John Keats en "Un singe de beauté est un jouet pour l'hiver" ( 'Un mono bello es un juguete para el invierno' ).  Otro ejemplo es el libro Mots d'Heures: Gousses, Rames: The d'Antin Manuscript .
Los macarronismos ocupan un lugar destacado en la Trilogía del novelista polaco Henryk Sienkiewicz y son uno de los principales principios de composición de la novela Finnegans Wake, de James Joyce.

### Poesía
Dos ejemplos bien conocidos de verso macarrónico no humorístico son La doncella de Atenas, antes de partir (1810, en inglés con un estribillo griego ) de Byron ;  y la traducción de Pearsall del villancico In Dulci Jubilo (1837, en verso mixto en inglés y latín). Un ejemplo de verso macarrónico humorístico moderno es el poema anónimo inglés/latín Carmen Possum (" La canción de la zarigüeya "), que a veces se utiliza como ayuda didáctica y motivacional en clases de latín elemental. Otros ejemplos similares son The Motor Bus de AD Godley y la obra anónima Up I arose.
Los Cantos de Ezra Pound utilizan el chino, el griego, el latín y el italiano, entre otros idiomas.
Ejemplos recientes son los mużajki o 'mosaicos' (2007) del poeta maltés Antoine Cassar  que mezcla inglés, español, maltés, italiano y francés; las obras del escritor italiano Guido Monte ;  y la poesía tardía de Ivan Blatný que combina el checo con el inglés. 
"¿Qué puedo hacer?", de Brian P. Cleary, utiliza versos macarrónicos, al igual que otros poemas de su libro Rainbow Soup: Adventures in Poetry :
 
Existe todo un corpus de poesía cómica creada por John O'Mill, seudónimo de Johan van der Meulen, profesor de inglés en el Rijks HBS (State Grammar School) de Breda ( Países Bajos ). Están en una mezcla de inglés y holandés, y a menudo juegan con errores comunes que se cometen al traducir del último al primero.

### Teatro
El final del primer acto de la ópera Iolanthe para la Ópera del Savoy, de Gilbert y Sullivan, tiene varios ejemplos de versos macarrónicos y humorísticos. 

En primer lugar, los tres señores mezclan frases italianas y latinas en su discusión sobre la edad de Iolanthe:
Lord Mountararat: This gentleman is seen, / With a maid of seventeen, / A-taking of his dolce far niente...
Lord Chancellor: Recollect yourself, I pray, / And be careful what you say- / As the ancient Romans said, festina lente...
Lord Tolloller: I have often had a use / For a thorough-bred excuse / Of a sudden (which is English for repente)...
Lord Mountararat: Now, listen, pray to me, / For this paradox will be / Carried, nobody at all contradicente...
Luego, el coro de compañeros canta versos macarrónicos mientras intentan resistir los poderes de las hadas:
Our lordly style you shall not quench with base canaille! (palabra en francés.)
Distinction ebbs before a herd of vulgar plebs! (palabra en latín.)
Twould fill with joy and madness stark the oι πoλλoί! (palabra en griego.)
One Latin word, one Greek remark, and one that's French.

### Películas
Los “macarronismos” se utilizan con frecuencia en las películas, especialmente en las comedias. En la comedia antibélica de Charles Chaplin El gran dictador, el personaje principal habla inglés mezclado con una parodia del alemán (por ejemplo, "Cheese-und-cracken"). Esto también fue utilizado por Benzino Napaloni, el personaje de parodia de Benito Mussolini, utilizando alimentos italianos (como el salami y los ravioli ) como insultos.
Otras películas que presentan un lenguaje macarrónico son las comedias históricas italianas La armada Brancaleone y Brancaleone alle crociate, de Mario Monicelli, que mezclan italiano moderno y medieval, así como latín (a veces en rima y a veces con connotaciones regionales, como los italo-normandos que usaban palabras del siciliano moderno). 
Salvatore, un personaje de la novela El nombre de la rosa, de Umberto Eco, llevada al cine con el mismo nombre por el director francés Jean-Jacques Annaud, habla una lengua macarrónica, mezcla de lenguas vernáculas de la Baja Edad Media en tensión: occitano, italiano, español, etc. Penitenciágite -chillaba, de manera inventada.

### Canciones
Una canción macarrónica es aquella que combina varios idiomas sin orden ni concierto. Las canciones macarrónicas han sido particularmente comunes en Irlanda ( irlandés -inglés)  y también aparecen en otros idiomas, como el yidis-ucraniano.
El lenguaje macarrónico que aparece en canciones populares incluye " Amerika " de Rammstein (alemán e inglés), " Michelle " de los Beatles, " Psycho Killer " de Talking Heads y " Montreal " de The Weeknd (francés e inglés), " Spanish Bombs " de The Clash, " Feliz Navidad " de José Feliciano (español e inglés), " Paris Latino " de Bandolero, " Don Quichotte " de Magazine 60 y "只對你說 (Sarang Heyo) " de JJ Lin (mandarín, inglés y coreano). 